# Online Computer Library Center
Online Computer Library Center, Inc. (OCLC) — американская некоммерческая кооперативная и научно-исследовательская организация, целью которой является «улучшить доступ к информации, хранящейся в библиотеках по всему миру, и найти способы сокращения расходов для библиотек посредством сотрудничества». Организация была основана 6 июля 1967 года как некоммерческий Ohio College Library Center (в переводе с англ. — «Библиотечный центр колледжа Огайо»). Более 72 тысяч библиотек в 170 странах и территориях используют услуги OCLC для поиска, приобретения, каталогизации, заимствования и сохранение библиотечных материалов. Организация была основана Фредом Килгуром, головной офис находится в Даблине, штат Огайо, США.

## Услуги
OCLC предоставляет всем желающим библиографическую, аннотационную и полнотекстовую информацию.
OCLC и входящие в его состав библиотеки совместно создают и поддерживают WorldCat — OCLC Online Union Catalog, крупнейший в мире библиографический каталог (online public access catalog, OPAC). WorldCat хранит записи из публичных и частных библиотек по всему миру. Программа Open WorldCat сохраняет материалы, принадлежащие библиотекам в базу данных WorldCat OCLC, доступную через поисковые системы, библиографические и книготорговые сайты. В октябре 2005 года технический персонал OCLC начал вики-проект, что позволило читателям добавлять комментарии и структурированное поля информации, связанные с любой записью WorldCat.
OCLC обладала центром сохранения микрофильмов и оцифровки OCLC Preservation Service Center, с головным офисом в Бетлехем, штат Пенсильвания, США. Центр был продан Backstage Library Works в 2009 году.

## Базы данных онлайн
OCLC имеет базу данных  для каталогизации и поиска, которая используется библиотекарями и общественностью. Текущая компьютерная программа, Connexion, был введён в эксплуатацию в 2001 году, её разработчик, компания OCLC Passport, была остановлена в мае 2005 года.
База содержит записи в формате машиночитаемой каталогизации (MARC, MAchine Readable Cataloging), используемый по всему миру библиотечными каталогизаторами, которые используют OCLC как инструмент каталогизации. Записи, созданные в формате MARC, затем загружаются в местные библиотечные каталожные системы. Это позволяет библиотекам находить и загружать сведения о материалах и добавлять их в местный каталог без длительного процесса каталогизации каждого материала в отдельности.